# Selinum pyrenaeum
Selinum pyrenaeum är en flockblommig växtart som först beskrevs av Carl von Linné, och fick sitt nu gällande namn av Antoine Gouan. Selinum pyrenaeum ingår i släktet krusfrön, och familjen flockblommiga växter. Inga underarter finns listade i Catalogue of Life.